# Kabupaten Aceh Besar

Kabupaten Aceh Besar es un Municipio o Regencia (kabupaten en Indonesio) de la provincia de Aceh en la República de Indonesia
El Kabupaten se localiza en el noreste de la isla de Sumatra y abarca una superficie de 2.686 km² incluyendo la ciudad de Banda Aceh.
El gobierno del Kabupaten se localiza en la ciudad de Jantho. El Kabupaten se divide en 22 Kecamatan (Subdistritos).